# Цморик, Петер
Петер Цморик (словац. Peter Cmorik; род. 22 марта 1980, Рожнява) — словацкий певец.
Родился в Рожняве в 1980 году. Начинал музыкальную карьеру в качестве преподавателя гитары и фортепиано. Играл в нескольких музыкальных группах, таких как Amadeus, Hematit, Airplane, Humana. Выступал вместе с группой OK Band в Японии, после чего вернулся в Словакию.
Широкую популярность в Словакии обрёл в 2006 году, после победы во втором сезоне телевизионного конкурса «Словакия ищет суперзвезду» (словац. Slovensko hľadá Superstar; словацкая версия английского песенного телевизионного конкурса Pop Idol).
В 2006 году выпустил альбом Beautiful Day, который стал мультиплатиновым, и выиграл награды «Открытие года», «Певец года» и «Хит года». Вслед за этим выпустил ещё несколько альбомов: Žijem ako viem (2007), Jedno Si elám (2009), O Tebe (2013).
С 2014 года выступает в мюзиклах. Играет в составе собственной группы Peter Cmorik Band.

## Дискография
- 2006 — Nádherný deň (Блестящий день)
- 2007 — Žijem ako viem (Я живу, как знаю)
- 2009 — Jedno si želám (У меня одно желание)